# Za Kostelem
Za Kostelem – wzniesienie o wysokości 327 m n.p.m. w Czechach, w kraju hradeckim (powiat Jiczyn), w południowej części miejscowości Velichovky. 
Południowe stoki wzniesienia (Panský les i Bůhdal) pokrywa roślinność stepowa. Okolice te bogate są w różne gatunki ptaków.
Na północnych stokach wzniesienia znajdują się zabudowania wsi Velichovky, w tym kościół Przemienienia Pańskiego wraz z cmentarzem. Północnymi i wschodnimi stokami (pomijając wierzchołek) przechodzi niebieski szlak turystyczny  z Kuksu do Černožic.